# Хуан Цзюй
Хуан Цзюй (28 сентября 1938 — 2 июня 2007) — государственный деятель КНР, член Политбюро ЦК КПК (2002—2007) и ПК Политбюро ЦК КПК (с 2002), 1-й вице-премьер Госсовета КНР (с 2003).
Видный представитель «шанхайской клики», входил в окружение Цзян Цзэминя, с Ху Цзиньтао находился в сложных отношениях.
С марта 1966 года член КПК, член ЦК 14-го созыва (кандидат 13-го созыва), член Политбюро 14с IV пленума−15 созывов, член Посткома Политбюро 16-го созыва.
В 1963 году окончил электротехнический факультет университета Цинхуа. По окончании университета, с мая 1963 года до 1982 года работал на разных заводах Шанхая.
C 1983 года на руководящих должностях в Шанхайском городском управлении, горкоме КПК: с 1895 года заместитель секретаря Шанхайского горкома КПК и с 1986 года заместитель мэра Шанхая, а в 1991—1995 гг. мэр Шанхая и в 1994—2002 гг. глава Шанхайского горкома КПК. С именем его родственников был связан ряд коррупционных дел.
В правительстве отвечал за финансы и банки. Умер в должности 1-го вице-премьера от рака поджелудочной железы.